# Tatjana Lysenko (atlete)
Tatjana Viktorovna Lysenko (Russisch: Татьяна Викторовна Лысенко) (Batajsk, 9 oktober 1983) is een Russische atlete, gespecialiseerd in het kogelslingeren. Zij werd wereldkampioene, Europees kampioene, Russisch kampioene en verbeterde viermaal het wereldrecord in deze discipline. Ook nam ze tweemaal deel aan de Olympische Spelen en won hierbij eenmaal goud.

## Biografie

### Doorbraak
Lysenko beleefde haar doorbraak naar de internationale wereldtop in de zomer van 2005. Op 15 juli verbeterde zij in Moskou het zes jaar oude wereldrecord van de Roemeense Mihaela Melinte met 99 centimeter tot 77,06 m. Anderhalve maand later won zij bij de wereldkampioenschappen in Helsinki de bronzen medaille.

### Europees kampioene
Op de Europese kampioenschappen van 2006 in Göteborg won zij bij het kogelslingeren de gouden medaille. Hoezeer Lysenko in vorm was, bewees zij andermaal enkele dagen later. Op 15 augustus verbeterde zij haar eigen wereldrecord in Tallinn (Estland) tot 77,80; tien maanden later, op 26 mei 2007, deed zij dit tijdens wedstrijden in het Russische Sotsji opnieuw en verbeterde zij zich met bijna een meter tot 78,67. Enkele dagen na haar nieuwe wereldrecord van 78,67 werd deze prestatie door de overkoepelende IAAF overigens naar beneden toe bijgesteld tot 78,61. Een reden voor deze correctie werd niet gegeven.

### Doping
Begin augustus 2007 werd bekendgemaakt, dat Lysenko niet deelnam aan de WK in Osaka. De wereldkampioene was in mei bij een wedstrijd in Rusland betrapt op doping, maar had geweigerd een contra-expertise aan te vragen. Lysenko verklaarde dat ze een voedingssupplement had genomen. Onduidelijk was of het om een verboden middel ging. Ze werd, hangende een definitieve uitspraak, tijdelijk geschorst. Enkele maanden later werd bekendgemaakt, dat de Russische atletiekbond de IAAF zou voorstellen om Lysenko maar een jaar te schorsen in plaats van de gebruikelijke twee jaar. Er zouden bijzondere omstandigheden worden aangedragen voor de kogelslingeraarster. De IAAF heeft zich in het verleden overigens weinig flexibel getoond bij nationale voorstellen om korter te schorsen.
Op 1 mei 2008 maakte de Russische atletiekbond bekend, dat Lysenko toch voor twee jaar (15 juli 2007 - 14 juli 2009) werd geschorst en volgde hiermee de IAAF-regels. Bovendien werden al haar resultaten vanaf 9 mei 2007 geschrapt, inclusief haar wereldrecord dat zij op 26 mei 2007 op 78,61 zette.

## Titels
- Olympisch kampioene kogelslingeren - 2012
- Wereldkampioene kogelslingeren - 2011, 2013
- Europees kampioene kogelslingeren - 2006
- Russisch kampioene kogelslingeren - 2005, 2012

## Persoonlijk record
| Onderdeel      | Prestatie    | Datum       | Plaats      |
| -------------- | ------------ | ----------- | ----------- |
| kogelslingeren | 78,51 m (NR) | 5 juli 2012 | Tsjeboksary |

## Wereldrecords
| Afstand | Datum            | Plaats     |
| ------- | ---------------- | ---------- |
| 77,06 m | 15 juli 2005     | Moskou     |
| 77,41 m | 24 juni 2006     | Sjoekovski |
| 77,80 m | 15 augustus 2006 | Tallinn    |
| 78,61 m | 26 mei 2007      | Sotsji     |

Haar eerste wereldrecord van 77,06 m is tevens geldig als wereldrecord voor neo-senioren.

## Palmares
- 2003:  Militaire wereldkamp. - 56,50
- 2004: 10e in kwal. OS - 66,82 m
- 2005:  WK - 72,46 m
- 2005: 4e Wereldatletiekfinale - 72,34 m
- 2006:  Europacup - 76,50 m
- 2006:  EK - 76,67 m
- 2006:  Wereldbeker - 74,44 m
- 2007:  Europese Winterbeker - 72,05 m
- 2009: 6e WK - 72,22 m
- 2010:  Europese Winterbeker - 69,11 m
- 2010:  EK - 75,65 m
- 2010:  IAAF/VTB Bank Continental Cup - 72,88 m
- 2010:  IAAF Hammer Throw Challenge
- 2011:  WK - 77,13 m
- 2012:  Europese Winterbeker - 72,87 m
- 2012:  Russische kamp. - 78,51 m
- 2012:  IAAF Hammer Throw Challenge
- 2012: DSQ OS (was  - 78,18 m (OR))
- 2013:  Europese Winterbeker - 71,54 m
- 2013:  WK - 78,80 m
- 2013:  IAAF Hammer Throw Challenge

1999 Mihaela Melinte · 
2001 Yipsi Moreno · 
2003 Yipsi Moreno · 
2005 Olga Koezenkova ·
2007 Betty Heidler ·
2009 Anita Włodarczyk ·
2011 Tatjana Lysenko ·
2013 Anita Włodarczyk · 
2015 Anita Włodarczyk · 
2017 Anita Włodarczyk · 
2019 DeAnna Price · 
2022 Brooke Andersen  · 
2023 Camryn Rogers